# 熊井啓
熊井 啓（くまい けい、1930年6月1日 - 2007年5月23日）は、日本の映画監督。妻はエッセイストでポプリ研究家の熊井明子。多くの監督作が『キネマ旬報ベスト・テン』に選出され、ベルリン国際映画祭やヴェネツィア国際映画祭の各賞を受賞した。日本を代表する社会派映画の巨匠である。

## 経歴・人物

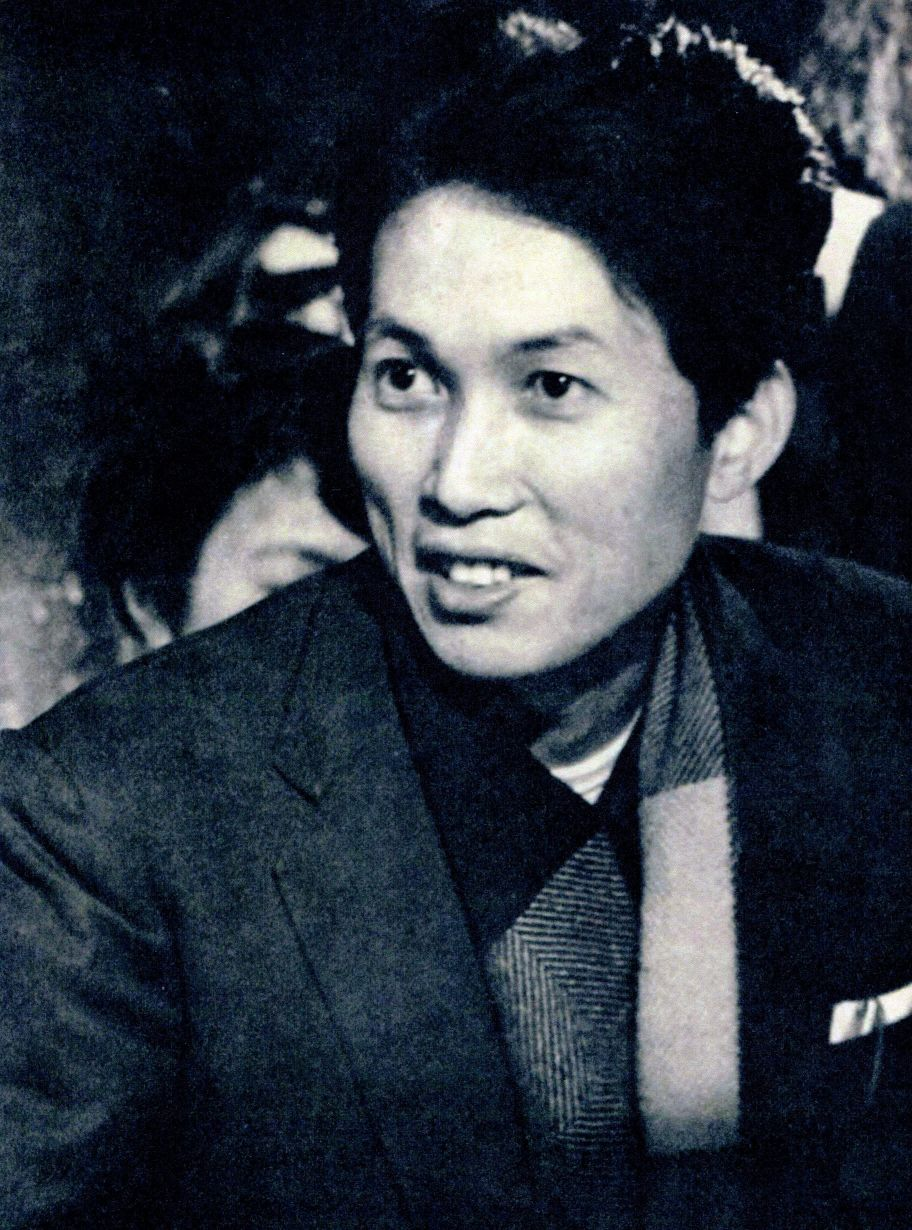
キネマ旬報社『キネマ旬報』第407号（1966年）より

長野県南安曇郡豊科町（現安曇野市）生まれ。田町小学校、県立松本中学校（現長野県松本深志高等学校）、松本高等学校 (旧制)から学制改革により信州大学文理学部卒業。
大学時代は演劇と映画の日々を送っていたが、関川秀雄監督の誘いで卒業後は独立プロの助監督へ。さらに1954年日活撮影所監督部に入社する。そこで久松静児、田坂具隆、阿部豊、牛原陽一などの助監督に付くかたわら脚本家としての仕事もこなす。
1962年に明子夫人と結婚。1964年、帝銀事件について、綿密な調査と考証をもとに被疑者であった平沢貞通画伯を無罪とする立場から事件経過をドキュメンタリー・タッチで描いた『帝銀事件 死刑囚』で監督デビュー（脚本も務めている）。監督2作目の『日本列島』では、戦後の日本で起こった謎の多い諸事件を米国の謀略と関連付けて追及し、日本映画監督協会新人賞を受賞。骨太の社会派監督として注目されるようになった。
1968年には、三船プロダクションと石原プロモーションが共同制作した大作『黒部の太陽』の監督に抜擢され、当時の映画界に厳然として存在していた五社協定の圧力にも負けず、三船敏郎、石原裕次郎、佐野周二、滝沢修、高峰三枝子ら豪華なスター共演によって黒四ダムの建設を見事に描き、成功を収める。1969年に日活を退社し、退職金を投入して『地の群れ』を製作。以後フリーの映画監督として活躍し、三浦哲郎原作の芥川賞受賞作を白黒で美しく撮影した『忍ぶ川』（1972年）でキネマ旬報ベストテンベストワン及び監督賞、芸術選奨文部大臣賞などを受賞。
1974年に、東南アジアに娼婦として売られた「からゆきさん」に題材をとった田中絹代出演『サンダカン八番娼館 望郷』でベルリン国際映画祭銀熊賞、キネマ旬報ベストテンベストワン及び監督賞を受賞し、アカデミー外国語映画賞ノミネートなど、重いテーマを扱いながら、重厚な人間ドラマを完成させ、海外からも高い評価を得た。なおこの時期、吉永小百合の母・和枝の面前で泥酔して暴れ、和枝の著書『母だから女だから』（立風書房、1976年）において名指しで痛烈に批判された。
その後も初の時代劇『お吟さま』（今東光原作）、戦後の日本映画で初の中国ロケを敢行した『天平の甍』（井上靖原作）などを経て、1986年には戦時中に九州で起きた米軍捕虜生体解剖事件をもとに医師の戦争責任を問うた遠藤周作原作の『海と毒薬』を発表し、ベルリン国際映画祭銀熊賞 (審査員グランプリ)、毎日映画コンクール大賞、3度目のキネマ旬報ベストテンベストワン及び監督賞を受けるなど国内外で評価された。
社会性の強いテーマを内包した作品を制作し、独自な世界観を確立、昭和を代表する社会派映画監督として知られた。
1989年、三船敏郎出演の『千利休 本覚坊遺文』でヴェネツィア国際映画祭銀獅子賞を受賞。2001年には松本サリン事件を描いた『日本の黒い夏─冤罪』でベルリン国際映画祭に特別招待され、ベルリナーレ・カメラ（特別国際功労賞）を授けられた。
1995年、紫綬褒章を受章。
2003年、勲四等旭日小綬章を受章。
2007年5月18日早朝、自宅敷地内で倒れているところを発見され、搬送先の病院で一時意識を回復したが、5月23日午前9時51分、クモ膜下出血のため死去。76歳没。新作の準備に意欲を持ち、模索していた中であった。
2007年7月11日、港区・青山葬儀所に於いて『お別れの会』が催された。

## 映画作品
- 帝銀事件 死刑囚（1964年、監督、脚本）

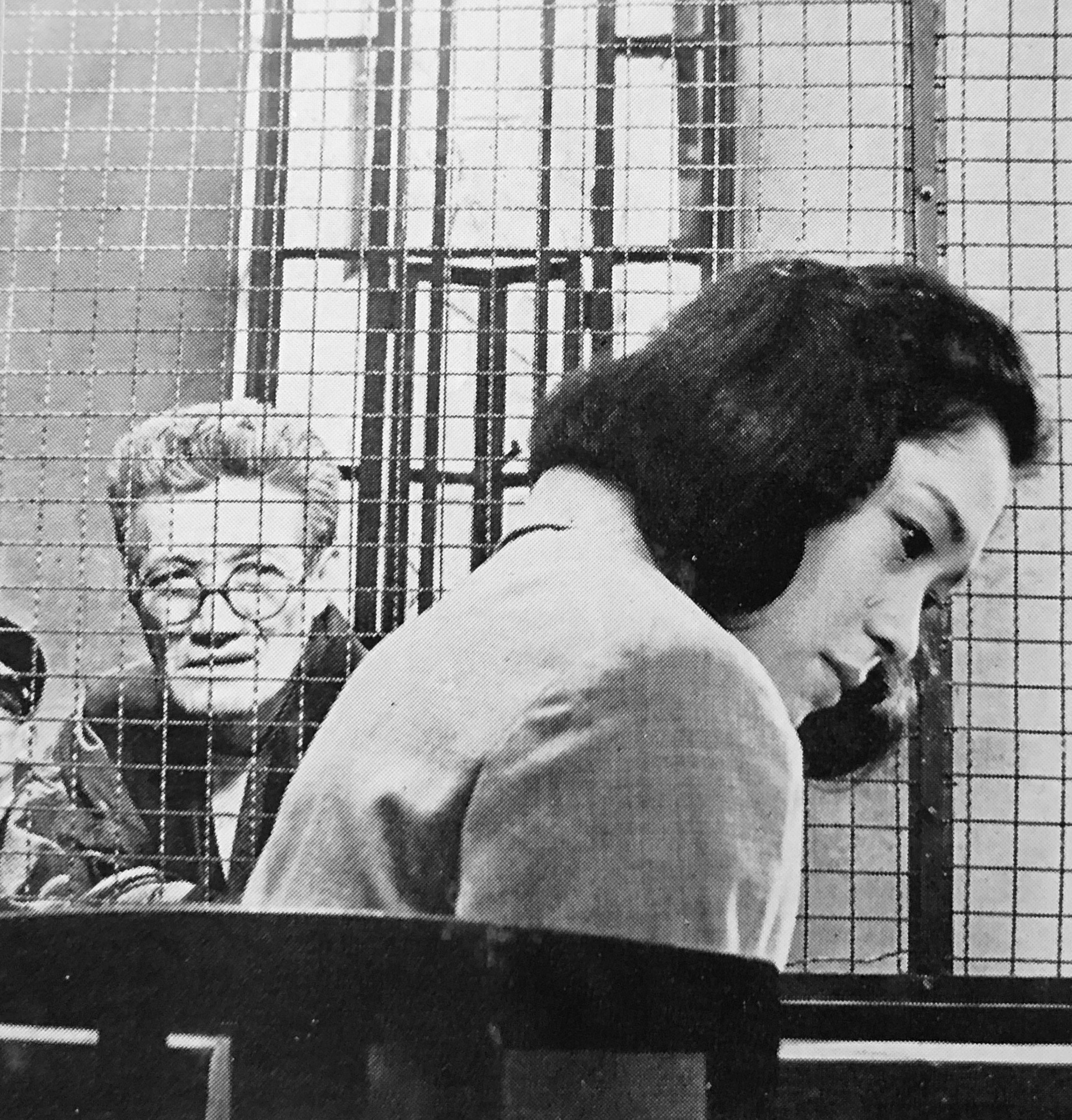
『帝銀事件 死刑囚』（1964年）

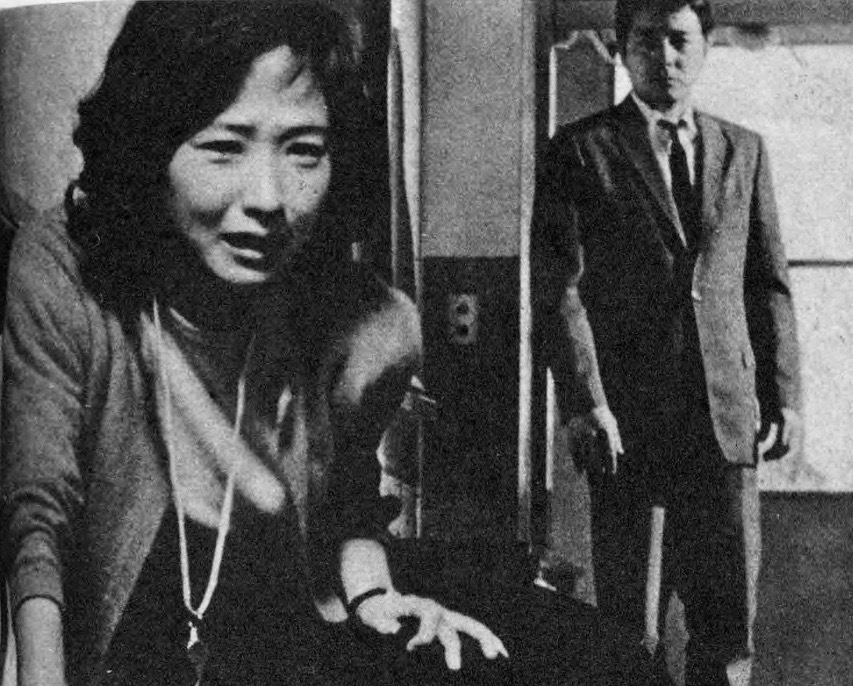
『日本列島』（1965年）

- 日本列島（1965年、監督、脚本）モスクワ国際映画祭招待作品
- 黒部の太陽（1968年、監督、共同脚本）
- 地の群れ（1970年、監督、共同脚本）ベルリン国際映画祭コンペティション参加
- 忍ぶ川（1972年、監督、共同脚本）モスクワ国際映画祭コンペティション参加
- 朝やけの詩（1973年、監督、共同脚本）ベルリン国際映画祭コンペティション参加
- サンダカン八番娼館 望郷（1974年、監督、共同脚色）ベルリン国際映画祭コンペティション参加、アカデミー外国語映画賞ノミネート
- 北の岬（1976年、監督、共同脚本）
- お吟さま（1978年、監督のみ）
- 天平の甍（1980年、監督のみ）
- 日本の熱い日々 謀殺・下山事件（1981年、監督のみ）ベルリン国際映画祭コンペティション参加
- 海と毒薬（1986年、監督、脚本）ベルリン国際映画祭コンペティション参加
- 千利休 本覺坊遺文（1989年、監督のみ）ヴェネツィア国際映画祭コンペティション参加
- 式部物語（1990年、監督、脚本）
- ひかりごけ（1992年、監督、共同脚本）ベルリン国際映画祭コンペティション参加
- 深い河（1995年、監督、脚色）
- 愛する（1997年、監督、脚色）
- 日本の黒い夏─冤罪（2001年、監督、脚本）ベルリン国際映画祭特別招待
- 海は見ていた（2002年、監督のみ）

## 脚本作品
- 鉄火場の風 （1960年、日活）
- 邪魔者は消せ （1960年、日活）
- 霧笛が俺を呼んでいる （1960年、日活）
- 太平洋のかつぎ屋 （1961年、日活、共同脚本）
- 一石二鳥 （1961年、日活）
- 七人の挑戦者 （1961年、日活）
- 追跡 （1961年、日活）
- 男と男の生きる街 （1962年、日活、共同脚本）
- 銀座の恋の物語 （1962年、日活、共同脚本）
- 太陽と星 （1962年、日活）
- ひとりぼっちの二人だが （1962年、日活、共同脚本）
- 空の下遠い夢 （1963年、日活）
- アリバイ （1963年、日活）

## 主な受賞歴
- 1965年　
  - 日本映画監督協会新人賞、第39回キネマ旬報ベスト・テン脚本賞（『日本列島』）
  - 第16回ブルーリボン賞新人賞（『日本列島』）
- 1972年　
  - 第46回キネマ旬報ベスト・テン・日本映画監督賞・脚本賞（『忍ぶ川』）
  - 第27回毎日映画コンクール大賞（『忍ぶ川』）
  - 芸術選奨文部大臣賞
- 1974年　
  - 第48回キネマ旬報ベスト・テン・日本映画監督賞（『サンダカン八番娼館 望郷』）
  - 第25回ベルリン国際映画祭OCIC賞
  - アカデミー外国語映画賞ノミネート
- 1981年
  - 第36回毎日映画コンクール 日本映画優秀賞（『日本の熱い日々 謀殺・下山事件』）
- 1986年
  - 第60回キネマ旬報ベスト・テン・監督賞（『海と毒薬』）
  - 第41回毎日映画コンクール大賞・監督賞（『海と毒薬』）
  - 第29回ブルーリボン賞監督賞（『海と毒薬』）
- 1987年　
  - 第37回ベルリン国際映画祭・銀熊賞 (審査員グランプリ)（『海と毒薬』）
- 1989年　
  - 第46回ヴェネツィア国際映画祭銀獅子賞（『千利休・本覚坊遺文』）
- 2001年　
  - 第51回ベルリン国際映画祭ベルリナーレ・カメラ
  - 第11回日本映画批評家大賞作品賞[2]
- 2007年
  - 第62回毎日映画コンクール特別賞
- 2008年
  - 第31回日本アカデミー賞会長特別賞

### 勲章
- 紫綬褒章
- 勲四等旭日小綬章

## テレビドキュメンタリー作品
- われらの主役（1976年、東京12チャンネル）

『不世出の大打者・王貞治』（1976年10月18日・10月25日）

## テレビ出演
- ウチくる!?（フジテレビ）- 奥田瑛二の回の特別ゲスト

## 著書
- 『映画と毒薬』 キネマ旬報社、1987年
- 『映画の深い河』 近代文芸社、1996年
- 『映画を愛する』 近代文芸社、1997年、ISBN 9784773362008
- 『日本の黒い夏　冤罪・松本サリン事件』 岩波書店、2001年、ISBN 9784000242028
- 『黒部の太陽』 新潮社、2005年、ISBN 9784104746019
  - 新編『映画「黒部の太陽」全記録』 新潮文庫、2009年、ISBN 9784101369518
- 『私の信州物語』 岩波現代文庫　2010年、ISBN 9784006021627

## 伝記・作品論
- 西村雄一郎 『ぶれない男 熊井啓』 新潮社、2010年、ISBN 978-4103039334
- 熊井明子 『めぐりあい　映画に生きた熊井啓との46年』 春秋社、2012年、ISBN 978-4393447222
- 『熊井啓への旅』市民タイムス 編、郷土出版社、2010年、ISBN 978-4863750746
- 『フィルムメーカーズ23 熊井啓』 奥田瑛二責任編集、宮帯出版社、2023年、ISBN 978-4801602953